# Vasilij Vladimirovič Petrov
Vasilij Vladimirovič Petrov (in russo Василий Владимирович Петров?; Obojan', 1761 – San Pietroburgo, 1834) è stato un fisico russo.
Era membro dell'Accademia delle Scienze Russa.
Nel suo laboratorio aveva a disposizione molte pile di Volta. A quei tempi il numero di pile di Volta disponibili dava una misura delle potenzialità strumentali di un laboratorio di fisica, un po' come lo era la massima tensione ottenibile con dei rocchetti di Ruhmkorff a fine Ottocento o come lo è oggi la potenza di un acceleratore di particelle.
Petrov realizzò diverse esperienze di elettrostatica. Nel 1802, mettendo in serie diverse pile collegate a due elettrodi di carbonio e avvicinando questi ultimi a una distanza tra 3 e 7 mm, ottenne le prime scariche ad arco. Compì ulteriori prove usando elettrodi in metallo.
I suoi lavori (peraltro scritti in francese) furono pubblicati nelle memorie dell'Accademia delle Scienze di San Pietroburgo, ma non erano molto conosciuti nel resto d'Europa. Solo molto tempo dopo si è scoperta l'importanza e la priorità dei lavori di Petrov.
Pochissimi anni dopo gli esperimenti di Petrov, Sir Humphry Davy, che usò le prime batterie per separare sali attraverso l'elettrolisi, mostrò in una riunione della Royal Society degli impulsi tra due elettrodi, ma senza arrivare a delle vere e proprie scariche ionizzanti come aveva fatto Petrov.
Si dedicò anche alla chimica, allora nascente. Nel 1801 pubblicò "Una raccolta di nuove esperienze ed osservazioni di chimica-fisica", in cui riporta esperimenti sulla combustione che provavano l'inconsistenza della teoria del flogisto.
Alcuni capitoli, invece, descrivono la luminosità (fosforescenza) del fosforo, sia di origine minerale che organica. Egli riuscì a stabilire la massima temperatura alla quale cessa la sua luminescenza (in aria aperta). Inoltre, dai suoi numerosi esperimenti con la fluorite, dimostrò che la sua luminescenza (fluorescenza) era diversa da quella del fosforo (infatti cessa quando non è investita dalla luce).